# Palame anceps
Palame anceps är en skalbaggsart som först beskrevs av Bates 1864.  Palame anceps ingår i släktet Palame och familjen långhorningar. Inga underarter finns listade i Catalogue of Life.